# Hasse Wallman
Hans Erik Wallman, känd som Hasse Wallman, född 1 maj 1936 i Katarina församling i Stockholm, död 22 september 2014 på Värmdö, var en svensk entreprenör, impressario, kompositör, regissör, sångtext- och manusförfattare, produktionsledare och direktör i nöjesbranschen. Han arrangerade framträdanden med bland andra Beatles, Rolling Stones och Lill-Babs i sina lokaler i Stockholm.

## Biografi
Wallman studerade vid Beckmans reklamskola, var reklamchef för Electra grammofonbolag 1965-1966 och anställdes som reklamchef vid Gröna Lund 1961–1968. Han var egen företagare sedan 1956 och drev Nöjespalatset Kingside 1956–1962, restaurang Badholmen Saltsjöbaden 1962–1968, Knäppingen i Norrköping 1964–1968, Bacchi Wapen 1972-1993, hotell och restaurang Mälardrottningen 1982–1996, Chinateatern 1982–1991 och teatern Folkan 1991–2005. År 2009 omfattade hans nöjeslokaler i Stockholm Engelen och Kolingen (sedan 1969), Golden Hits (sedan 1994) samt Intiman (sedan 1997). Han startade Wallmans Salonger 1991.  
För sina insatser i nöjesvärlden tilldelades han en Guldmask 1991, blev Årets Företagare i Stockholm år 2000, fick Albert Bonniers pris till Årets företagare 2003 samt Årets Gammeldansk 2007 (utdelat av Gammeldanskens Vänner, Malmö).
Hasse Wallman var den 19 september 2014 med om en ridolycka vid hemmet på Värmdö. Han avled den 22 september i sviterna av olyckan. Han var från 1965 till sin död gift med Britt-Marie Wallman (1941–2018), och de fick barnen Veronica 1966 och Marcus 1970.

## Regi i urval
- 1966 – Grejen
- 1967 – Drra på – kul grej på väg till Götet

## Filmmanus i urval
- 1966 – Åsa-Nisse i raketform
- 1967 – Drra på – kul grej på väg till Götet

## Filmografi roller
- 1965 – Åsa-Nisse slår till
- 1965 – För tapperhet i tält